# Objektpermanenz
Die Objektpermanenz oder auch Personenpermanenz ist die kognitive Fähigkeit, zu wissen, dass ein Objekt oder eine Person auch dann weiterhin existiert, wenn es oder sie sich außerhalb des Wahrnehmungsfeldes befindet. Der Begriff geht auf den Schweizer Entwicklungspsychologen und Epistemologen Jean Piaget zurück.

## Entwicklung der Objektpermanenz beim Menschen

### Stadien nach Piaget
Nach Piaget ist das Wissen um den Weiterbestand von Objekten, die aus dem Sichtfeld verschwinden, nicht angeboren, sondern muss im Laufe der kognitiven Entwicklung des heranwachsenden Kindes erst erworben werden.
Im Modell der kognitiven Entwicklung nach Piaget wird die Objektpermanenz im ersten Stadium, dem Sensomotorischen Stadium (0–2 Jahre) erworben. Ein Objekt, das in den frühen Stadien der Entwicklung durch einen Sichtschutz vor den Augen des Kindes verdeckt wird, scheint für das Kind förmlich zu verschwinden. Die Objektpermanenz entwickelt sich nach Piaget beim Menschen erst ab dem Alter von acht Monaten. Im Zeitraum von acht bis zwölf Monaten wird das Konzept dann ausgebildet, führt aber in der Übergangsphase noch zum A-nicht-B-Suchfehler, der ebenfalls von Piaget beschrieben wurde.

### Aktuelle Ergebnisse
Nach Piaget entsteht die Fähigkeit der Objektpermanenz erst über einen längeren Entwicklungsprozess. In neueren Untersuchungen wiesen Kinder früher kognitive Kompetenzen auf als nach den Befunden von Piaget. Dies ist besonders auf methodische Mängel in Piagets Versuchen zurückzuführen. Seine Aufgabenstellungen forderten häufig zusätzliche motorische, sprachliche und kognitive Fähigkeiten, die wenig mit der zu untersuchenden Kompetenz zu tun hatten. Die Objektpermanenz konnte in vereinfachten Aufgaben schon deutlich früher (mit 3,5 Monaten) festgestellt werden. Allerdings hat sich Piaget für das genaue Alter, in dem Fähigkeiten entstehen, wenig interessiert; für ihn war vor allem die invariante Abfolge von Stufen der kognitiven Entwicklung wichtig.

## Objektpermanenz bei Tieren
Objektpermanenz kommt auch bei manchen Tieren wie (nichtmenschlichen) Primaten, Katzen, Hunden, Elstern und Rabenkrähen vor.
Hunde machen bei Tests zur Objektpermanenz einen typischen Fehler, den auch 10 Monate alte Kinder machen, den A-nicht-B-Suchfehler (A-not-B error): Wird hintereinander Futter an zwei verschiedenen Orten A und B versteckt, suchen sie es an dem Platz A, wo es zuerst versteckt wurde. Das tun sie selbst dann, wenn sie beobachtet haben, dass das Futter am anderen Ort B versteckt wurde. Handaufgezogene Wölfe und Affen machen diesen Fehler nicht. Er wird auf die besonderen Fähigkeiten zur Kommunikation mit Menschen zurückgeführt, die Hunde mit Menschen teilen, und die möglicherweise ein Ergebnis der Domestizierung sind.